# Décennie 1280 en architecture
| Années de l'architecture : 1277 - 1278 - 1279 - 1280 - 1281 - 1282 - 1283    |
| Décennies de l'architecture : 1250 - 1260 - 1270 - 1280 - 1290 - 1300 - 1310 |

Cet article présente les faits marquants de la décennie 1280 en architecture.

## Événements
- 28 novembre 1284 : écroulement de la voûte du chœur la cathédrale Saint-Pierre de Beauvais[1].
- 30 août 1287 : le prévôt de Paris autorise le tailleur de pierre Étienne de Bonneuil à se rendre en Suède où l'archevêque d'Uppsala, Magnus Booson, souhaite qu'il travaille au chantier de la nouvelle cathédrale[2],[3].
- 24 septembre 1289 : un tremblement de terre ébranle les fondations de la cathédrale de Strasbourg[4]

## Réalisations
- 1279 -1284 : construction du Castel Nuovo à Naples par l'architecte français Pierre de Chaule[5].
- 1280 : début de la construction par les Dominicains de l'église Sainte-Marie sur la Minerve, seule église gothique de Rome[6].
- 15 août 1282: début de la construction de la cathédrale Sainte-Cécile d'Albi[7] (jusqu'en 1480).
- 1283 : au pays de Galles, début de la construction du château de Conwy (1283-1287)[8], du château de Caernarfon (1283-1301) et du château de Harlech (1283-1290)[9]. Le roi Édouard Ier fait construire une chaine de châteaux forts et d'enceintes fortifiées face à la principauté de Gwynedd[10].
- 1283-1285 : construction de la medersa-hôpital-mausolée du sultan Qala'ûn au Caire[11].

- 1284 : 

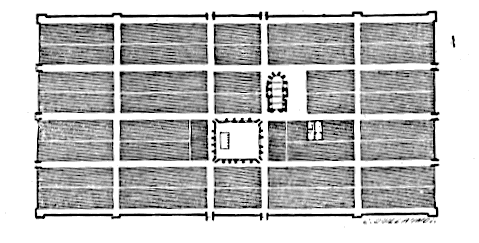
Plan type de la bastide de Monpazier, en Dordogne.

  - construction de la ville neuve de Monpazier sur un plan orthogonal en grille, par la volonté du roi d'Angleterre Édouard Ier[12].
  - construction du stûpa  de Mingalazedi à Pagan en Birmanie[13].
- 1284-1399 : construction de la façade occidentale du dôme de Sienne par Giovanni Pisano[14].
- 1284-1333 : construction de l’enceinte de Florence[15].

- 1285 : achèvement de la construction des remparts de Carcassonne (commencés en 1240)[16].
- Vers 1285-1305 : deuxième phase de la construction de la cathédrale de Ratisbonne, redessinée dans un style gothique rayonnant[17].
- 1287 :
  - début de la construction de la cathédrale d'Uppsala en Suède par l'architecte français Étienne de Bonneuil[18].
  - début de la construction de la basilique Sainte-Marie de Collemaggio à L'Aquila[19].
- 1288-1310 : construction du Palazzo publico de Sienne[20].
- 1289-1299 : construction de la façade de la cathédrale de Sienne, ou dôme de Sienne (Duomo di Siena en italien).

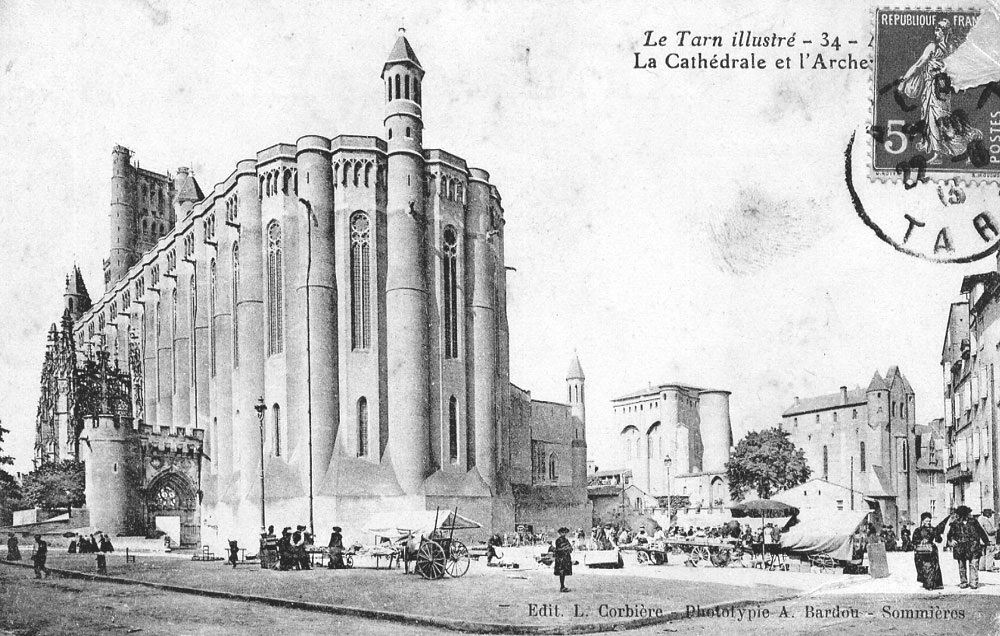
Cathédrale Sainte-Cécile d'Albi
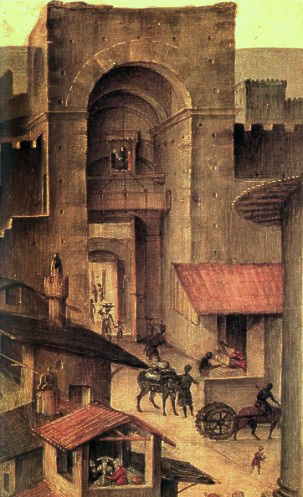
Porta San Frediano à Florence. Peinture du XVe siècle
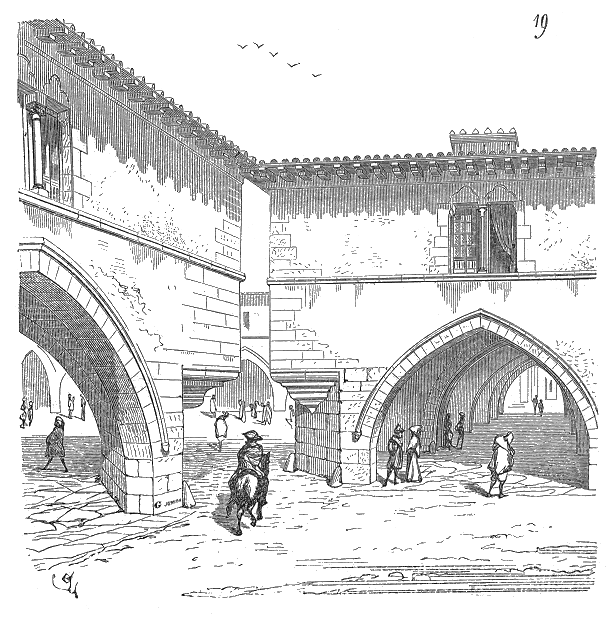
La bastide de Monpazier, gravure du Dictionnaire raisonné de l'architecture française de Viollet le Duc
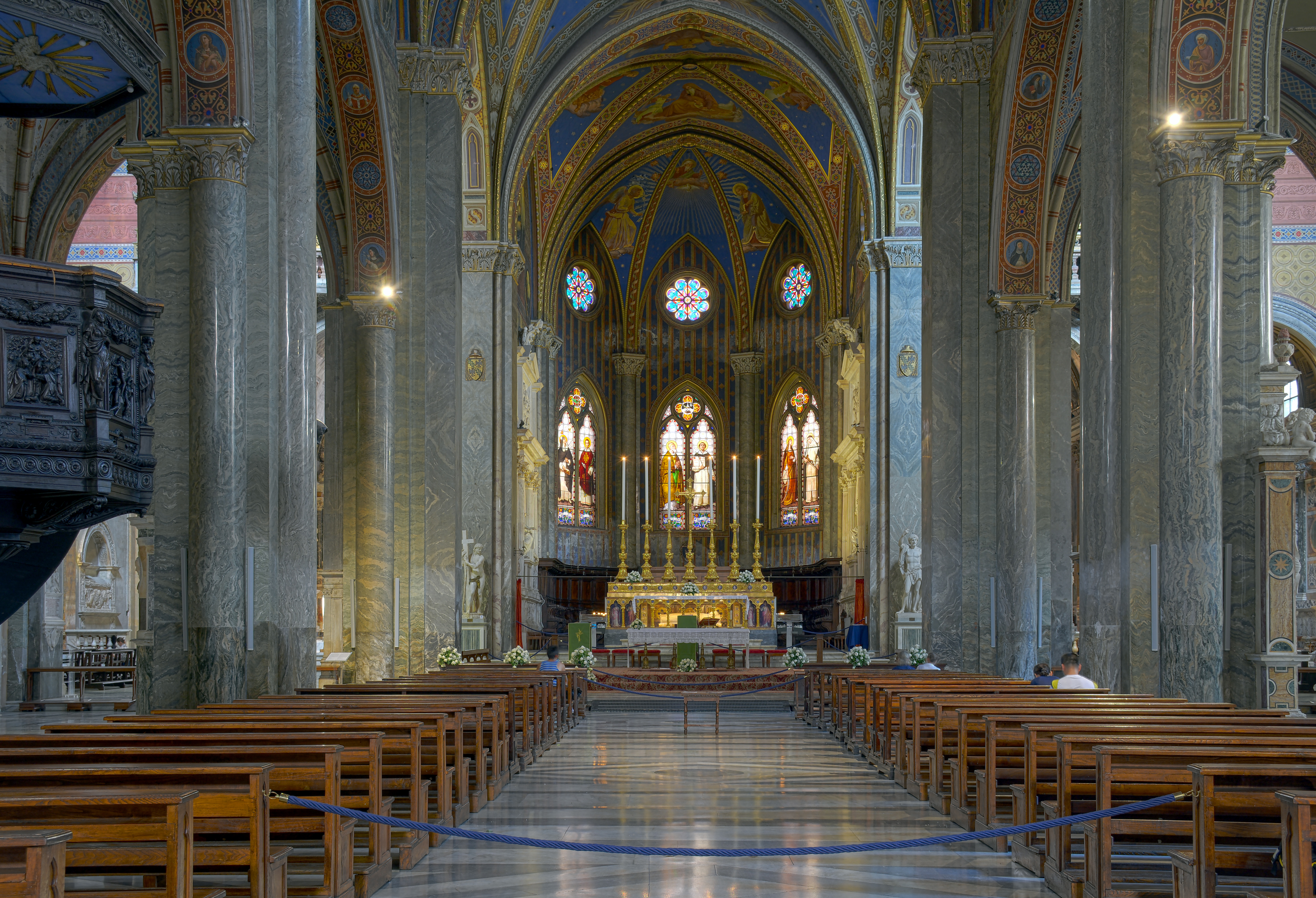
Nef de l'église de la Minerve
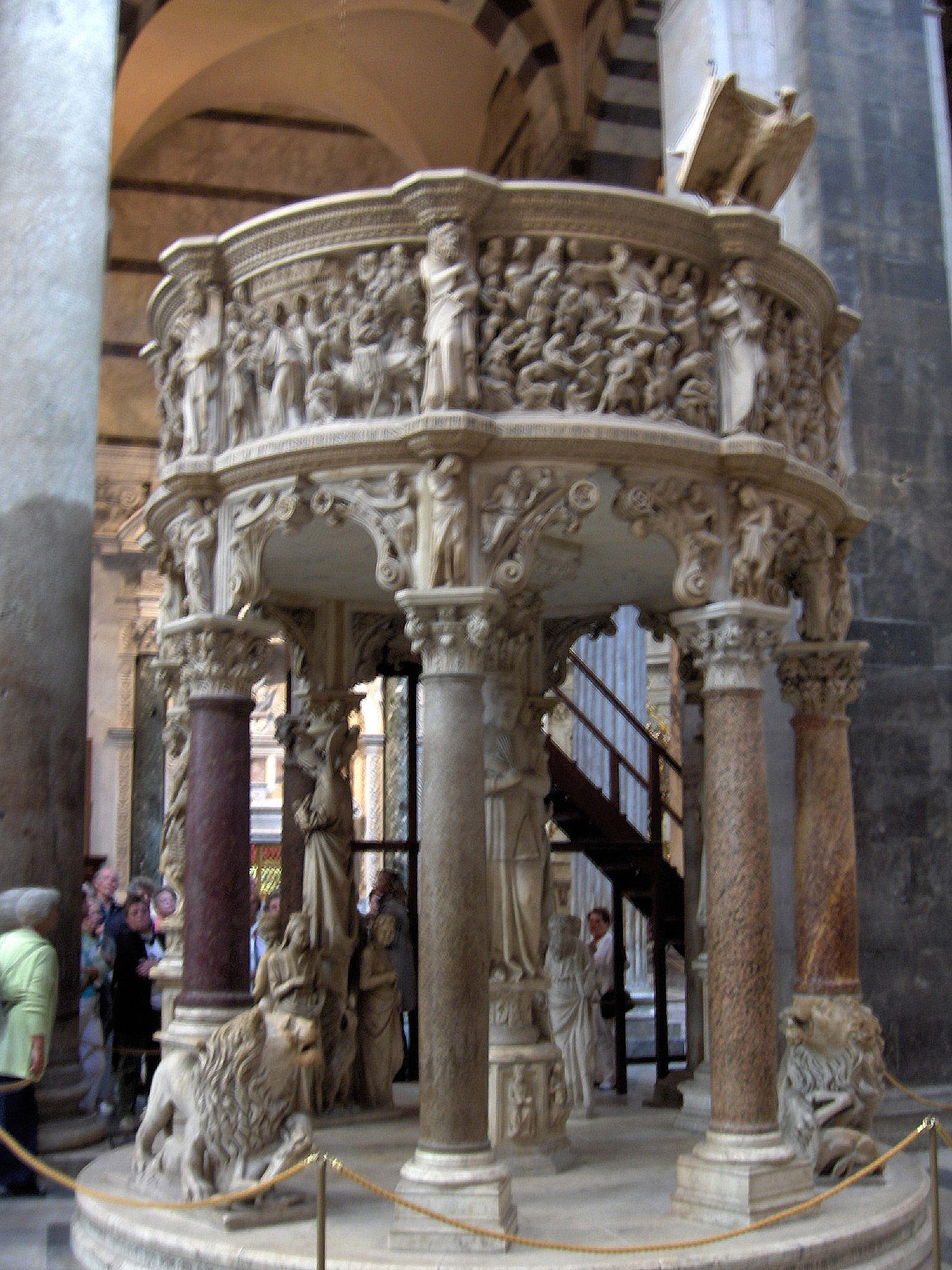
Chaire du dôme de Pise
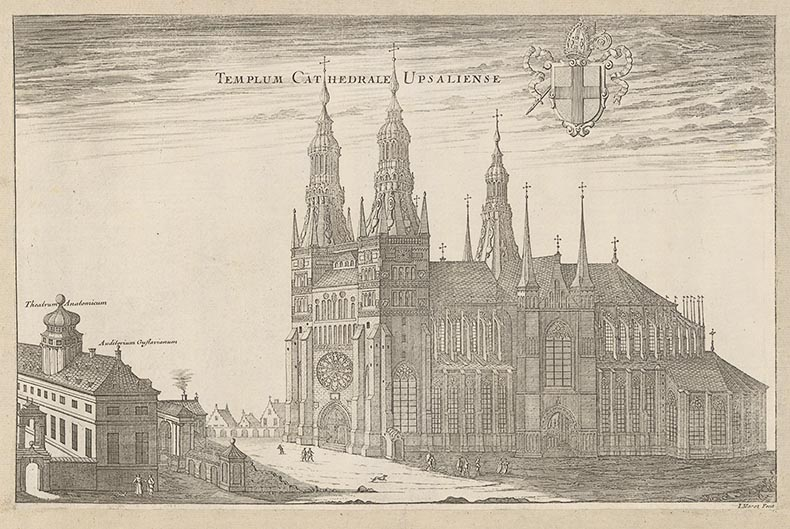
La cathédrale d'Uppsala, gravure du Suecia antiqua et hodierna, vers 1700.
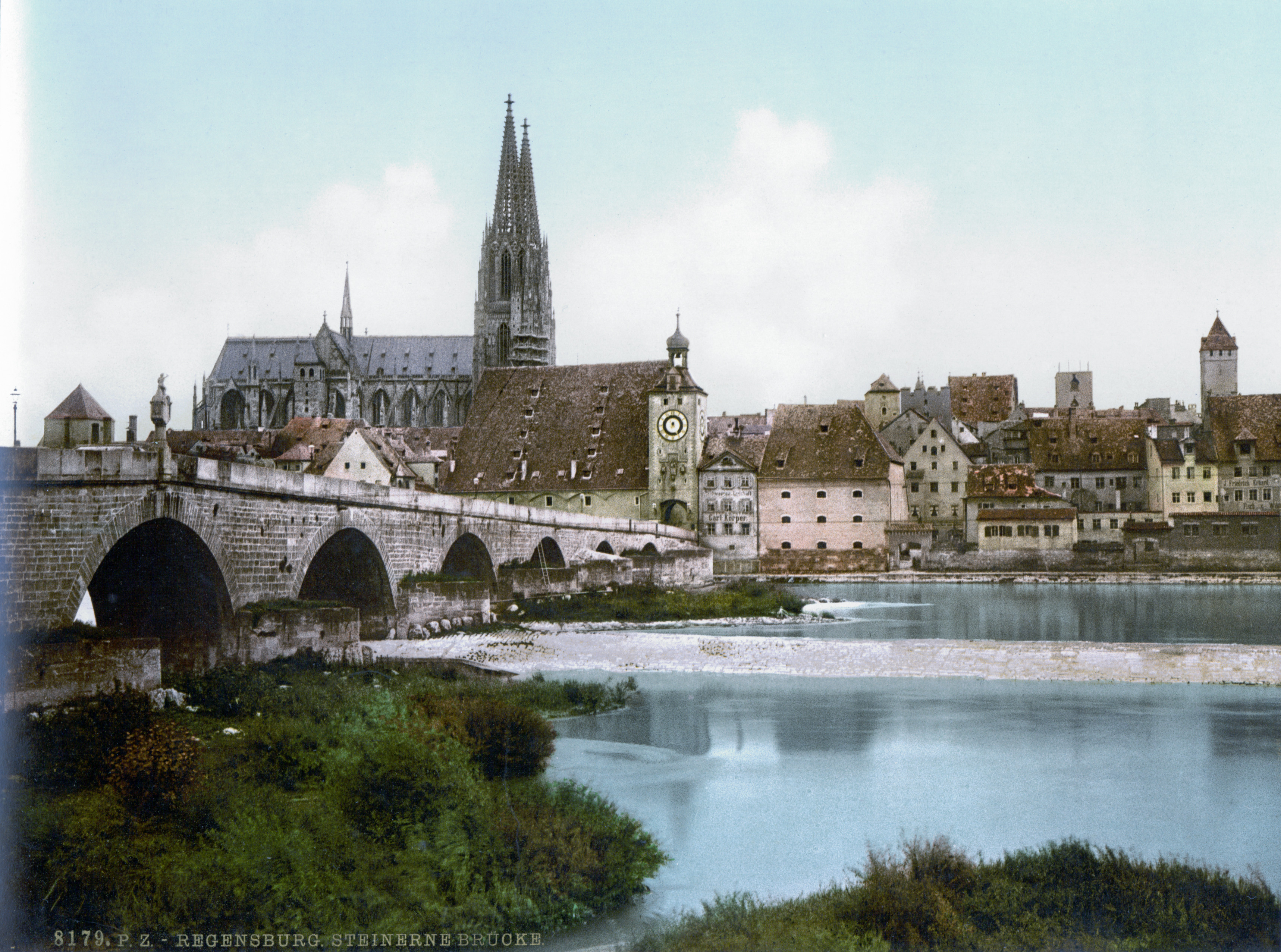
Cathédrale Saint-Pierre de Ratisbonne, 1900
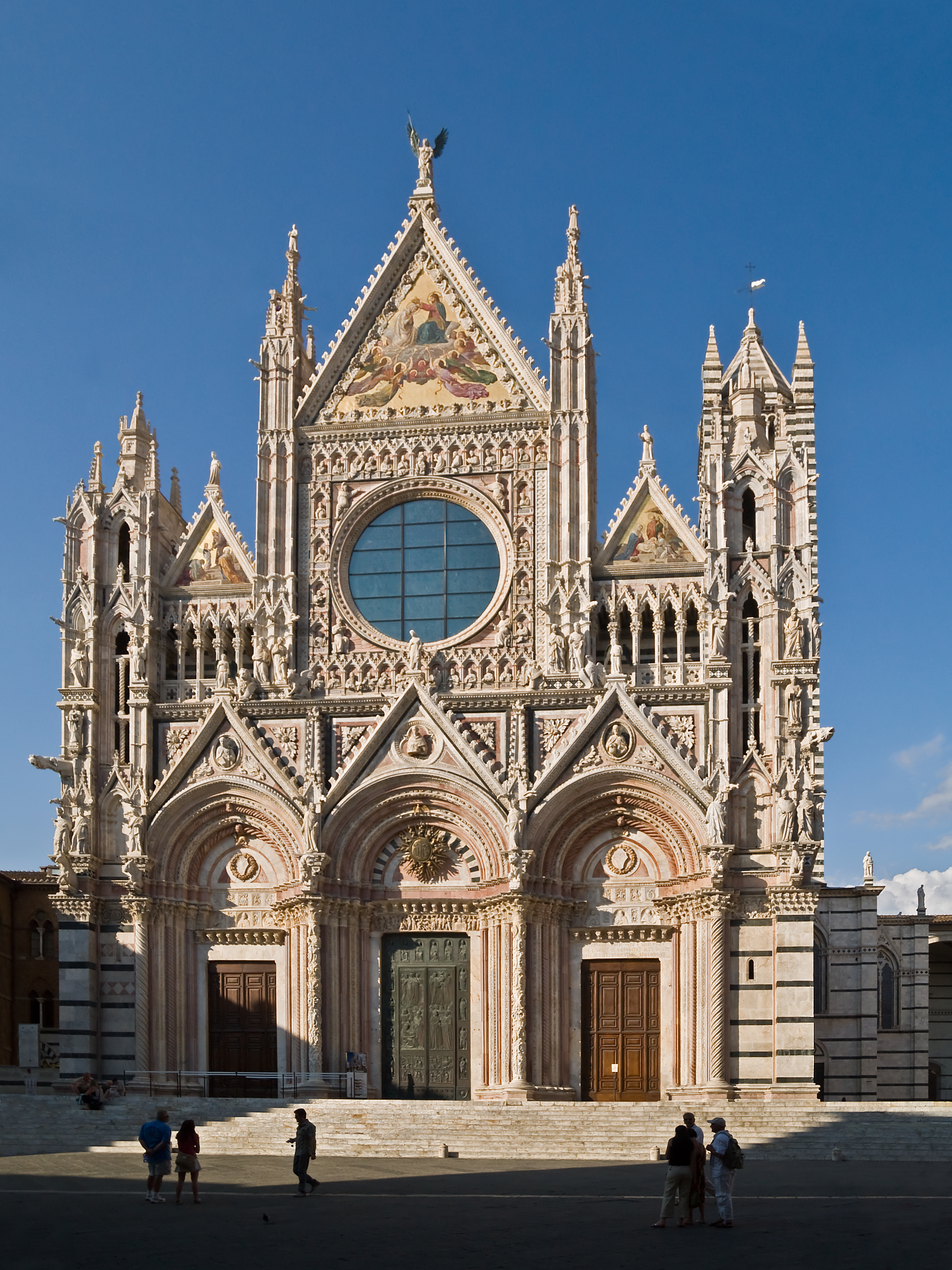
Façade du dôme de Sienne

## Naissances
- Vers 1285 : Agostino di Giovanni, architecte et un sculpteur italien.

## Décès
- x